# Joaquim Díaz i Muntané
Joaquim Díaz i Muntané (Barcelona, 26 d'agost de 1930 - Barcelona, 4 de setembre de 2013) fou un actor i director de doblatge català. Dotat d'una veu personal i versàtil, debutà com a actor el 1939 als estudis Acústica i de la Metro-Goldwyn-Mayer de Barcelona, i formà part del quadre escènic de Ràdio Barcelona a mitjans dels anys 50. Més endavant, el 1985, va recuperar els esquetxos radiofònics a Catalunya Ràdio fent de Groucho Marx.
Va participar com a actor secundari o posant veus en alguns films com El último verano (1961) de Joan Bosch i Palau, Las estrellas (1962) i Un demonio con ángel (1963) de Miquel Lluch i Suñé, La dama de Beirut (1965) de Ladislao Vajda, L'armata Brancaleone (1966) de Mario Monicelli o La ciutat dels prodigis (1999) de Mario Camus.
Posteriorment, s'especialitzà en el doblatge de pel·lícules al castellà, posant veu a actors com Jack Lemmon, Telly Savalas, Peter Ustinov, Alberto Sordi, Peter Boyle, Charles Durning, Ian Holm, Ned Beatty, Danny De Vito o Rod Steiger. Va dirigir i fundar l'estudi Diálogo, Publicidad y Doblaje, inaugurat 31 de gener de 1986.
Amb el temps també se l'ha considerat un dels pioners en la tasca del doblatge de films i sèries de televisió al català (entre d'altres, participà en la d'Hotel Fawlty). Va posar veu a Alec Guinness, Bob Hoskins i Ian Holm, en el paper del hòbbit Bilbo Saquet a El Senyor dels Anells.
El 2010 la Generalitat de Catalunya li va atorgar la Creu de Sant Jordi. Mort el 2013 a Barcelona, dos anys més tard es van publicar les seves memòries titulades Mi voz en millones de fotogramas.